# Doctrine de la découverte
La doctrine de la découverte est un assemblage de principes à portée religieuse et juridique selon lequel les puissances européennes auraient justifié à partir du XVe siècle l'occupation, le pillage et l'expansion coloniale des terres colonisées dont les populations n'étaient pas chrétiennes. On la définit dans sa réalité actuelle comme étant la source d'un héritage légal formé de principes discriminatoires visant à justifier le comportement des pays découvreurs et colonisateurs.
Selon des membres de l’Instance permanente des Nations unies sur les questions autochtones, la doctrine de la découverte d'une part et les « écoles résidentielles » établies depuis la fin du XIXe siècle en Amérique du Nord d'autre part seraient reliées et furent des « vecteurs essentiels de l’asservissement des premiers peuples ».

## Origine attribuée et contestation
Selon l'Instance permanente des Nations unies sur les questions autochtones, la doctrine de la découverte serait née avec la bulle Romanus pontifex de 1455. Cette doctrine, relative au concept plus ancien de terra nullius, consacra le principe selon lequel tout monarque chrétien qui découvre des terres non chrétiennes a le droit de les proclamer siennes car elles n’appartiennent à personne.
Au Canada, des dirigeants catholiques représentant les évêques, les communautés religieuses, les autochtones et le laïcat ont publié des documents répondant à la Déclaration des Nations unies sur les droits des peuples autochtones. Un des documents analyse l'historique de l'utilisation de concepts légaux niant les droits des peuples autochtones en regard de la doctrine catholique et présente leur répudiation.

## En tant que doctrine juridique de common law
La doctrine de la découverte existe aussi en common law (droit des pays anglophones). La doctrine de la découverte en common law a assez peu de choses à voir avec les bulles pontificales de la fin du Moyen Âge ou avec les doctrines religieuses de l'Église catholique actuelle, elle provient plutôt d'une décision de la Cour suprême des États-Unis de 1823, l'Affaire Johnson contre McIntosh. Dans Johnson c. McIntosh, la Cour suprême formule la doctrine de la découverte pour limiter l'achat de terres amérindiennes par des non-Amérindiens. D'après la Cour suprême, les puissances européennes ont acquis un titre absolu (la souveraineté) par la découverte de terres nouvelles et le gouvernement des États-Unis a hérité d'un droit de préemption sur  les cessions de terres amérindiennes. Par conséquent, les seules cessions de terres amérindiennes qui peuvent engendrer un titre valide sont les cessions de terres au gouvernement fédéral. Donc malgré le fait que  la doctrine de la découverte dans Johnson c. McIntosh est souvent décriée comme étant colonialiste, elle sert de fondement aux règles juridiques actuelles sur les titres amérindiens qui empêchent l'acquisition illégitime de terres amérindiennes par des colons blancs.

#### Bulles pontificales
- Dum Diversas (1452), Romanus pontifex (1455), Aeterni regis (1481), Dudum siquidem (1493), Inter caetera (1493)

#### Droit international
- Anthropologie juridique, Coutume, Savoirs traditionnels
- Peuple autochtone, Droit des peuples autochtones (Déclaration des droits des peuples autochtones)
- Colonialisme, Colonisation, Décolonisation, Droit des peuples à disposer d'eux-mêmes

#### Études théoriques
- Études postcoloniales, Études décoloniales, Guerres de l'histoire
- Charles W. Mills (1951-2021), Le contrat racial (en) (1997)